# L'ombra (Picasso)
L'ombra è un dipinto a olio e carboncino su tela (130x97 cm) realizzato nel 1953 dal pittore spagnolo Pablo Picasso. È conservato nel Musée National Picasso di Parigi.
Il quadro rappresenta in primo piano un uomo in controluce che si staglia su uno sfondo composto da tele.